# Conoscenza

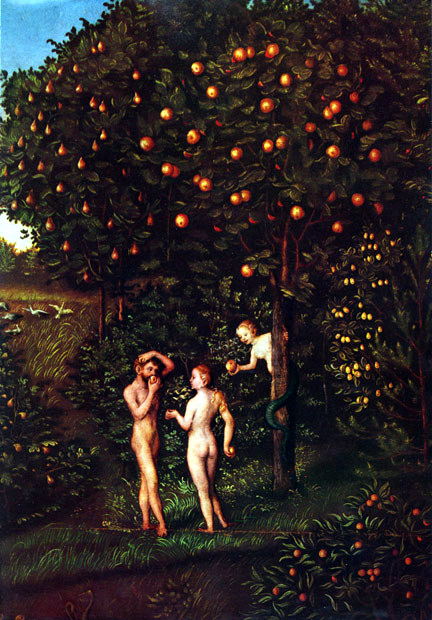
Der Baum der Erkenntnis von Gut und Böse, quadro del pittore tedesco Lucas Cranach il Vecchio che rappresenta il mito biblico dell'albero della conoscenza del bene e del male

La conoscenza è la consapevolezza e la comprensione di verità, fatti o informazioni ottenute attraverso l'esperienza o l'apprendimento (a posteriori), ovvero tramite l'introspezione (a priori). La conoscenza è l'autocoscienza del possesso di informazioni connesse tra di loro, le quali, prese singolarmente, hanno un valore e un'utilità inferiori.

## Introduzione generale
(Dante Alighieri, Divina Commedia, Inferno XXVI, 119-120)

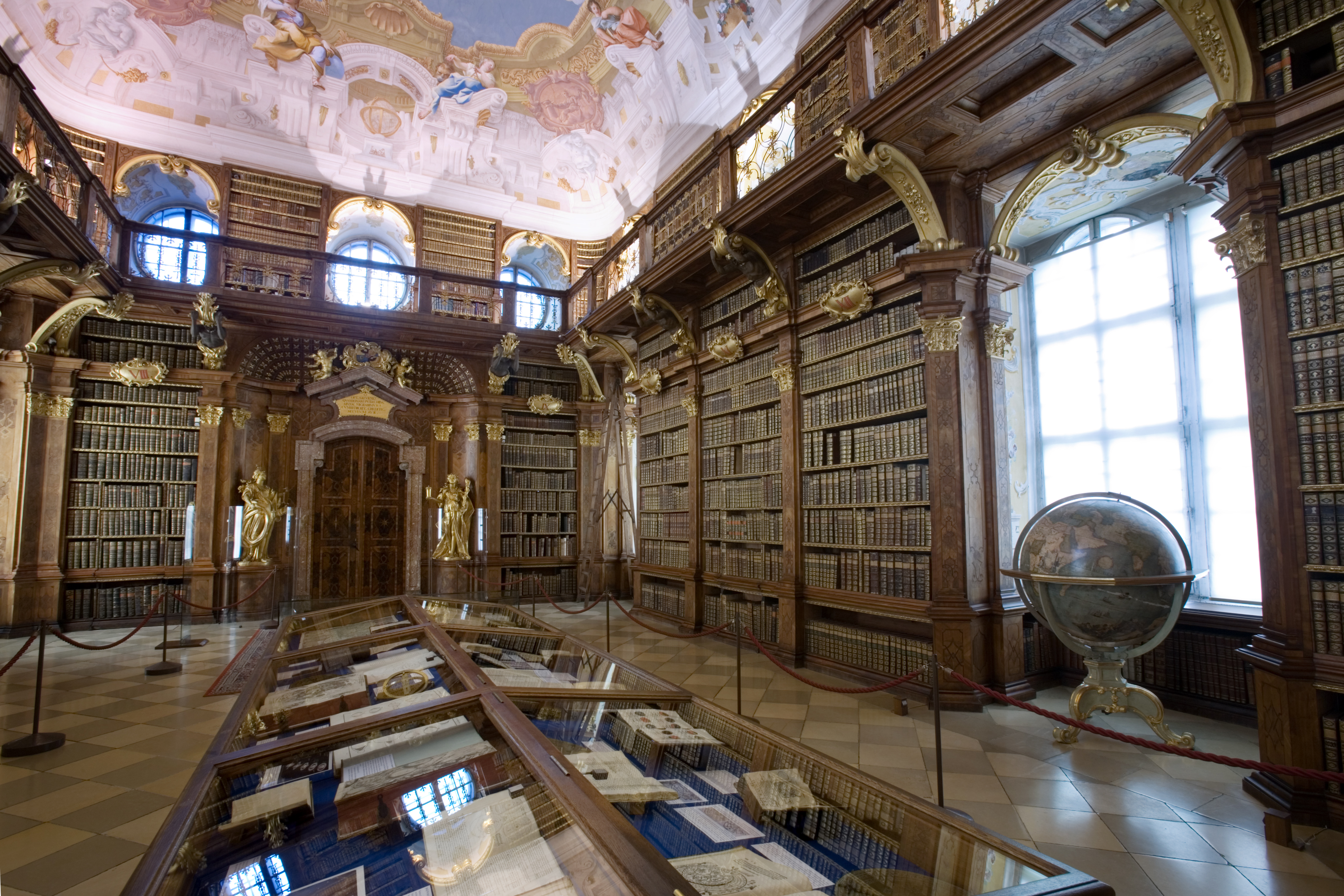
Una biblioteca in Austria, luogo adibito alla raccolta del sapere

"Conoscenza" è un termine che può assumere significati diversi a seconda del contesto, ma ha in qualche modo a che fare con i concetti di significato, informazione, istruzione, comunicazione, rappresentazione, apprendimento e stimolo mentale.
La conoscenza è qualcosa di diverso dalla semplice informazione. Entrambe si nutrono di affermazioni vere, ma la conoscenza è una particolare forma di sapere, dotata di una sua utilità. Mentre l'informazione può esistere indipendentemente da chi la possa utilizzare, e quindi può in qualche modo essere preservata su un qualche tipo di supporto (cartaceo, informatico, ecc.), la conoscenza esiste solo in quanto c'è una mente in grado di possederla.
In effetti, quando si afferma di aver esplicitato una conoscenza, in realtà si stanno preservando le informazioni che la compongono insieme alle correlazioni che intercorrono fra di loro, ma la conoscenza vera e propria si ha solo in presenza di un utilizzatore che ricolleghi tali informazioni alla propria esperienza personale. Fondamentalmente la conoscenza esiste solo quando un'intelligenza possa essere in grado di utilizzarla.
In filosofia si descrive spesso la conoscenza come informazione associata all'intenzionalità. Lo studio della conoscenza in filosofia è affidato all'epistemologia (che si interessa della conoscenza come esperienza o scienza ed è quindi orientata ai metodi ed alle condizioni della conoscenza) ed alla gnoseologia (che si ritrova nella tradizione filosofica classica e riguarda i problemi a priori della conoscenza in senso universale).

## La conoscenza in filosofia e il problema della giustificazione

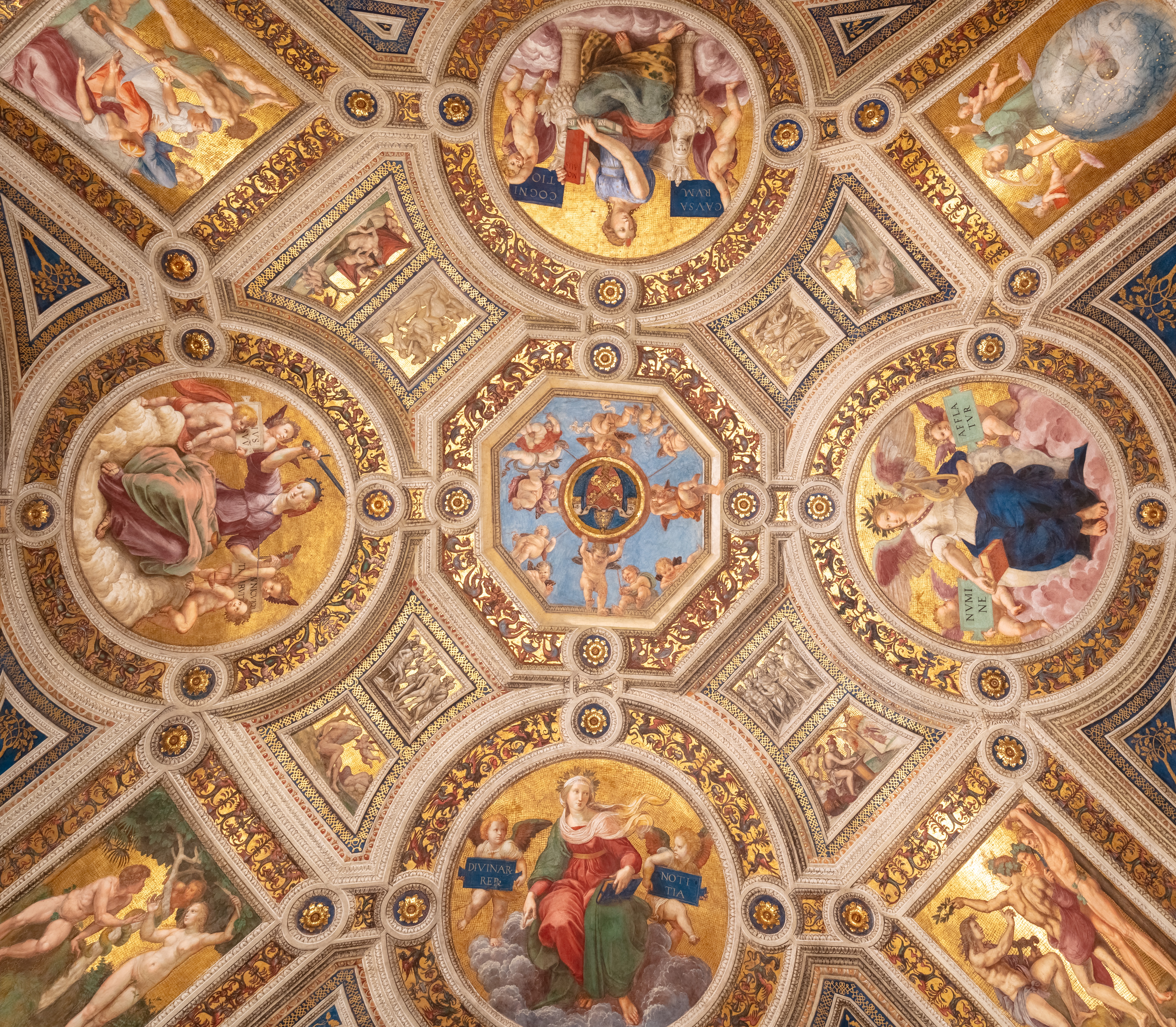
Allegoria dei quattro rami del sapere secondo Raffaello: dall'alto in senso orario, Filosofia, Poesia, Teologia e Giurisprudenza (affreschi sulla volta della Stanza della Segnatura ai Musei Vaticani)

Una diffusa definizione di conoscenza la vuole come "teoria della giustificazione" della verità delle convinzioni. Questa definizione, che deriva dal dialogo platonico Teeteto, pone in primo piano l'importanza delle condizioni necessarie, anche se non sufficienti, affinché un'affermazione possa rientrare nella conoscenza.
Non esiste un accordo universale su ciò che costituisce la conoscenza, la certezza e la verità. Si tratta di questioni ancora dibattute dai filosofi, dagli studiosi di scienze sociali e dagli storici. Ludwig Wittgenstein ha scritto un trattato (Della certezza) che indaga appunto le relazioni tra la conoscenza e la certezza. Un ramo di questa indagine è successivamente diventato un'intera branca, la "filosofia dell'azione".

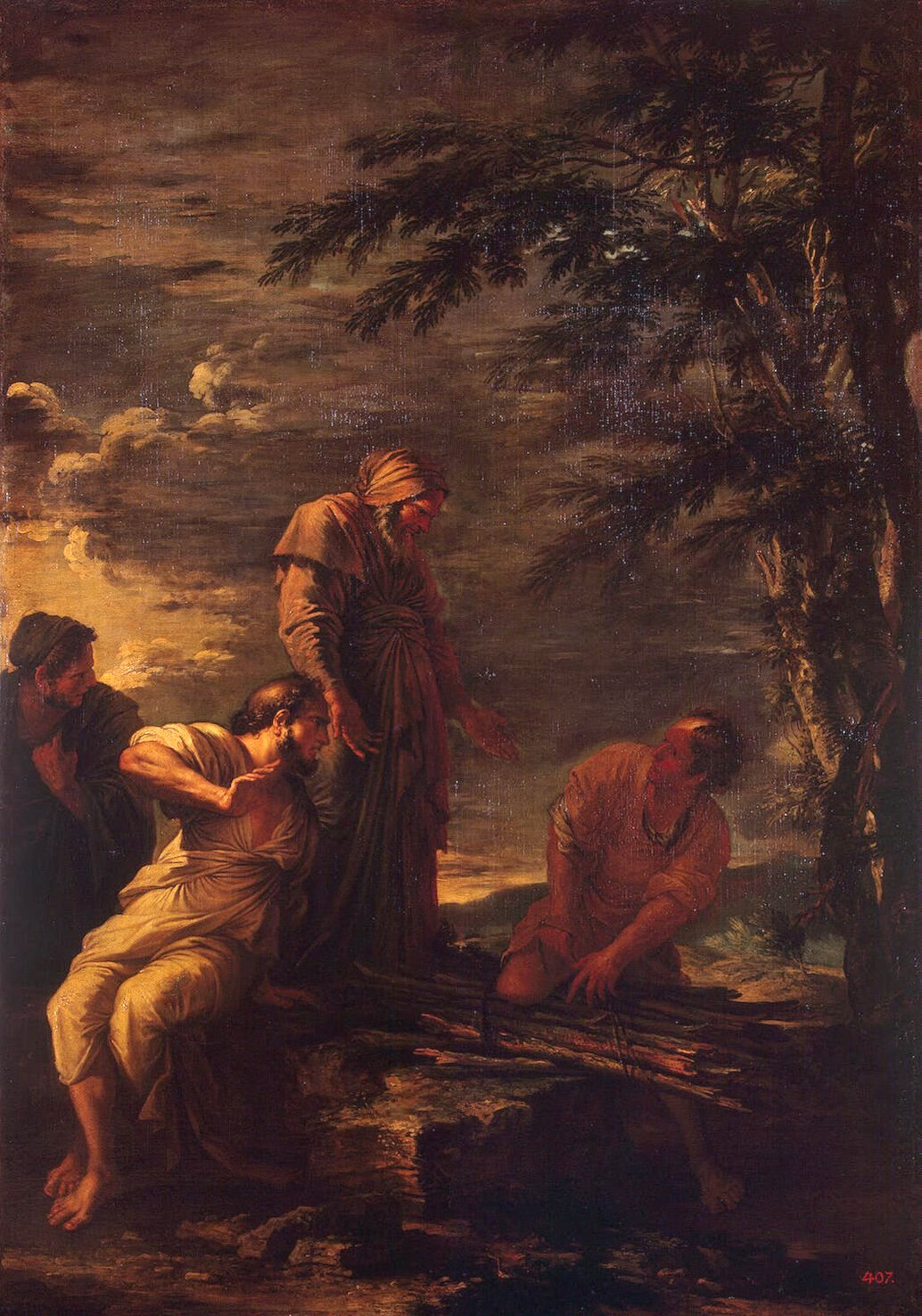
Democrito e Protagora

Il problema principale indagato dai filosofi è il seguente: come avere la certezza che le nostre convinzioni costituiscono effettivamente una "conoscenza"? Quand'è che si ha vera conoscenza?
Sia la certezza che l'evidenza sono caratteristiche epistemiche appartenenti nient'altro che alla convinzione stessa. In altre parole, esse non affermano altro che la convinzione è vera. È dunque necessario ricorrere ad altre caratteristiche epistemiche, come la razionalità o il criterio logico, per avere garanzia che una certa conoscenza sia giustificata, cioè corrisponda al vero: questa non dev'essere arbitraria, né casuale né irrazionale. Aristotele, ad esempio, giudicava erroneo il detto di Protagora secondo cui «l'uomo è misura di tutte le cose», proprio perché contraddittorio: se fosse vero ciò che ad ogni uomo appare certo, la conoscenza verrebbe svuotata del suo significato razionale; conoscere significherebbe soltanto "percepire" o "sentire", indipendentemente da ogni criterio oggettivo.
Si può notare come il problema della divergenza tra soggettività e oggettività, tra verità e certezza, che al giorno d'oggi è affrontato dettagliatamente dalla "teoria della giustificazione", vertesse sin da allora sulla contrapposizione tra sensi e intelletto, o tra verità e opinione. Si tratta di un problema col quale si sono cimentati dapprima gli antichi greci e poi i filosofi a loro successivi.

### La contrapposizione tra sensi e intelletto

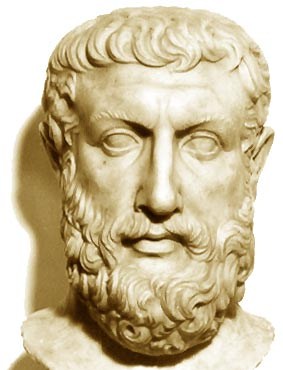
Parmenide

A grandi linee, nella storia della filosofia occidentale si sono spesso contrapposte (e a volte sovrapposte) due linee di pensiero: coloro che considerano la conoscenza un prodotto della mente e dell'indagine introspettiva, e coloro invece secondo cui la conoscenza deriva unicamente dai sensi, cioè dall'esterno.
Connessa a tale questione è se la conoscenza sia il risultato di meccanismi automatici, o se invece dipenda da un atto creativo del soggetto, che coinvolga in qualche modo la sua libertà.
Tra i primi a contrapporre la conoscenza intellettiva a quella sensoriale fu Pitagora, che faceva del numero e della sapienza matematica l'oggetto principale del conoscere. Da questa contrapposizione scaturì il carattere nascosto della conoscenza, che si riteneva riservata a una cerchia ristretta di iniziati, i soli capaci di comprendere la natura intellettiva della realtà.
In seguito anche la scuola eleatica, in particolare Parmenide, svalutò la conoscenza sensoriale, affermando l'importanza di un sapere dedotto esclusivamente dalla ragione. Un tale sapere però risultava poco accessibile ai più, perché non oggettivabile: dell'Essere infatti si può dire soltanto che esso è, e nient'altro.
Ai pitagorici e agli eleati si contrapposero le teorie atomiste dei seguaci di Democrito, secondo il quale la conoscenza è il frutto di processi meccanici, cioè della combinazione degli atomi che colpendo i nostri organi di senso producono in noi l'apprendimento.

#### Socrate

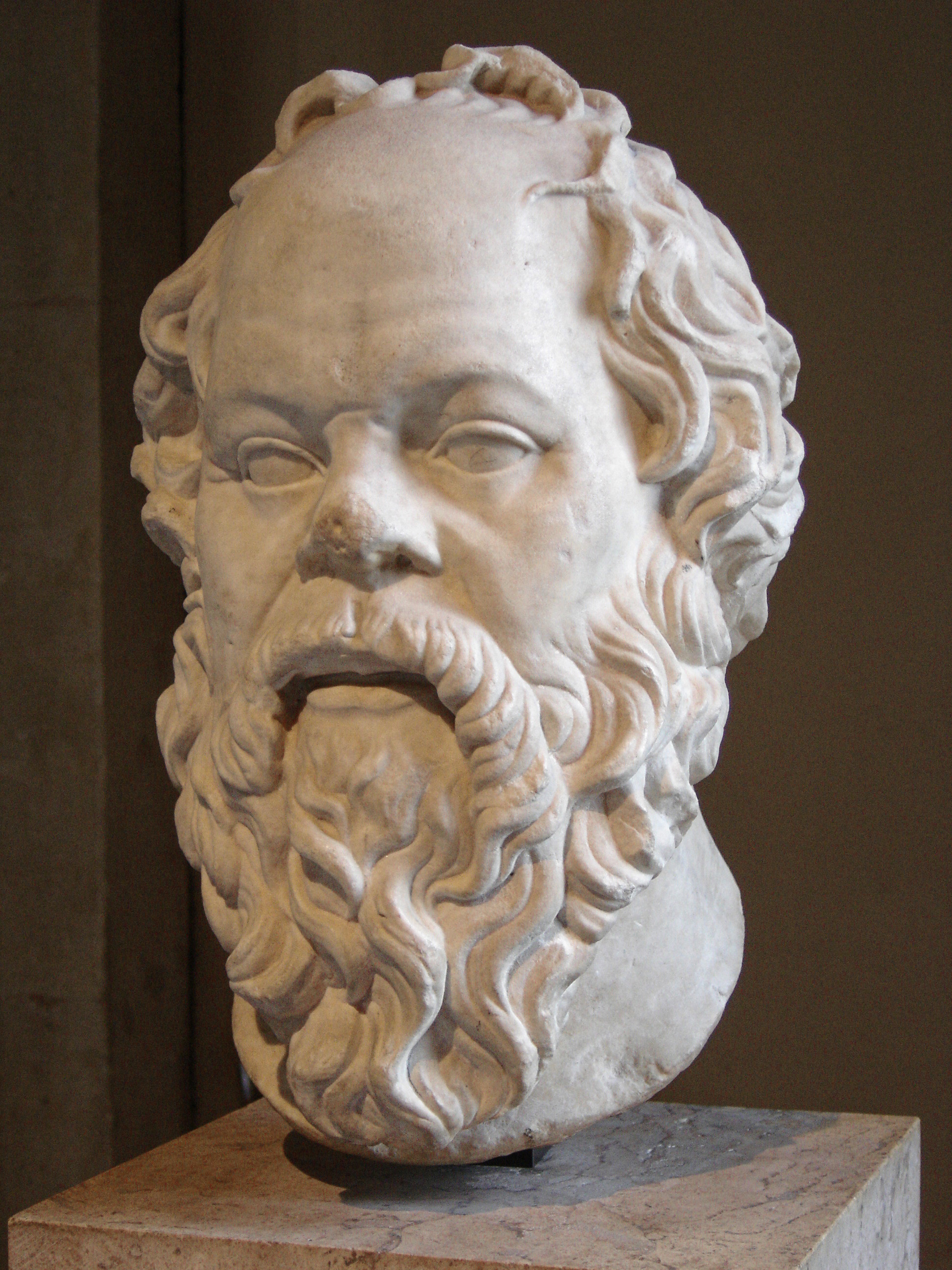
Socrate

Con Socrate la conoscenza acquista una valenza etica, venendo d'ora in poi ricondotta essenzialmente al primato della riflessione individuale. Per Socrate infatti ogni conoscenza è vana se non è ricondotta alla propria autocoscienza, a quella voce dell'anima dotata di consapevolezza, in grado di esaminare criticamente e smascherare il falso sapere dei sofisti, le nozioni "irriflesse" di coloro che si credono sapienti ma in realtà non lo sono. La vera sapienza nasce dunque dal conoscere se stessi; una tale conoscenza però non è insegnabile, né trasmissibile a parole, perché non è una tecnica. Il maestro può solo aiutare l'allievo a partorirla da sé.

#### Platone e i neoplatonici

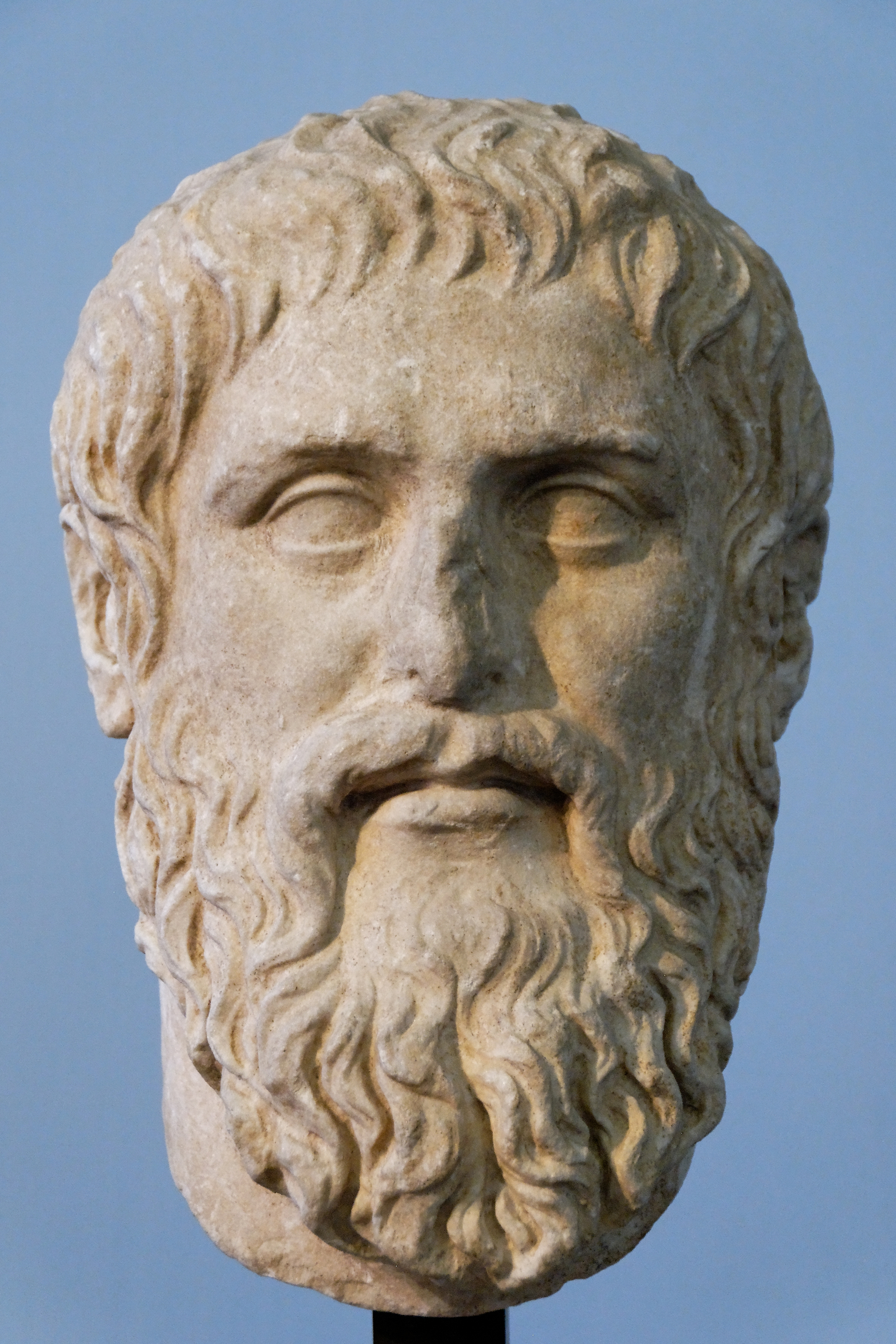
Platone

Platone seguì gli insegnamenti di Pitagora, Parmenide, e Socrate, tuttavia rivalutando in parte l'esperienza sensibile. I sensi infatti, secondo Platone, servono a risvegliare in noi il ricordo delle idee, ossia di quelle forme universali con cui è stato plasmato il mondo e che ci permettono di conoscerlo. Conoscere significa dunque ricordare: la conoscenza è un processo di reminiscenza di un sapere che giace già all'interno della nostra anima, ed è perciò "innato". L'innatismo della conoscenza è ciò che più contraddistingue il platonismo dall'empirismo.
Con Platone la conoscenza resta un'esperienza dal valore essenzialmente etico, poiché riguarda la decisione dell'anima di accostarsi alla visione eidetica del Bene risvegliandone in sé il ricordo.
Presso il neoplatonismo verrà mantenuta l'idea che la vera conoscenza non è quella che deriva dall'esperienza, come crede il senso comune, ma nasce da una superiore attività intellettiva che ha come oggetto le idee spirituali. La conoscenza è pertanto qualcosa di "nascosto" ai più, che si lasciano abbagliare dagli inganni dei sensi. Questa concezione sarà fatta propria anche da varie correnti neopitagoriche, gnostiche, esoteriche, e magiche, che approderanno alla filosofia rinascimentale. Secondo Giordano Bruno bisogna nascondere la conoscenza alla plebe perché questa non la potrà mai capire, ed è persino rischioso elargirgliela.

#### L'aristotelismo

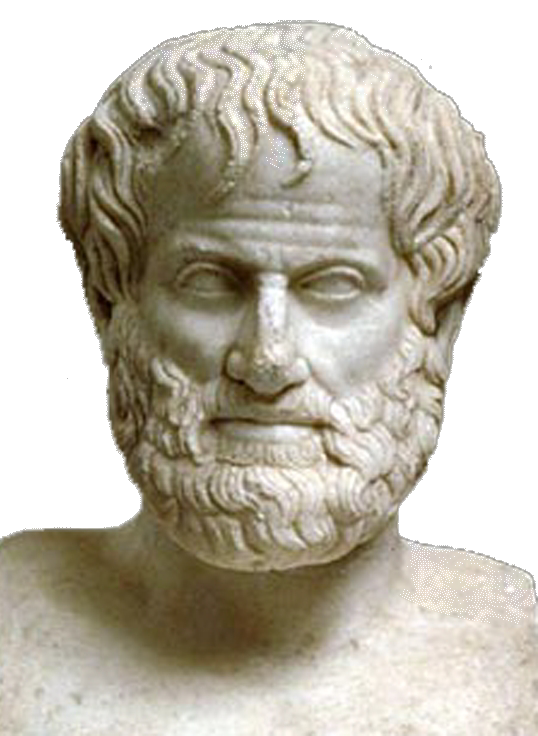
Aristotele

Rispetto a Platone, Aristotele aveva ulteriormente rivalutato l'esperienza sensibile, ma come il suo predecessore aveva mantenuto fermo il presupposto secondo cui la conoscenza nasce anzitutto dal soggetto. Una conoscenza che si limiti a recepire le impressioni dei sensi, infatti, è passiva; perché vi sia vera conoscenza occorre che l'intelletto umano svolga un ruolo attivo che gli consenta di andare oltre le particolarità transitorie degli oggetti e di coglierne l'essenza in atto. Il passaggio all'intelletto attivo implica che questo sia capace di pensare se stesso, cioè sia dotato di consapevolezza e libertà, che è la caratteristica fondamentale che distingue l'uomo dagli altri animali.
Aristotele distinse così vari gradi del conoscere: al livello più basso c'è la sensazione, che ha per oggetto entità particolari, mentre a quello più alto c'è l'intuizione intellettuale, capace di "astrarre" l'universale dalle realtà empiriche. Conoscere significa dunque astrarre.
Aristotele fu anche il padre della logica formale, che egli teorizzò nella forma deduttiva del sillogismo. Va precisato però che l'intuizione restava per lui superiore anche a quest'ultimo, perché in grado di fornire quei princìpi di partenza da cui il sillogismo trarrà soltanto delle conclusioni coerenti con le premesse. Essa si trova dunque al vertice della conoscenza, culminando alla fine in un'esperienza contemplativa, tipica di un sapere fine a sé stesso, che per Aristotele rappresentava l'essenza della saggezza. Ritorna così anche in lui il valore etico della conoscenza.

#### Dal Medio Evo all'empirismo anglo-sassone

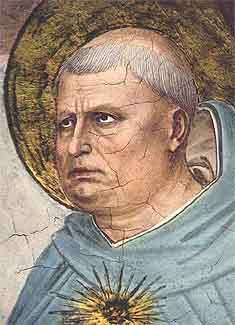
San Tommaso d'Aquino

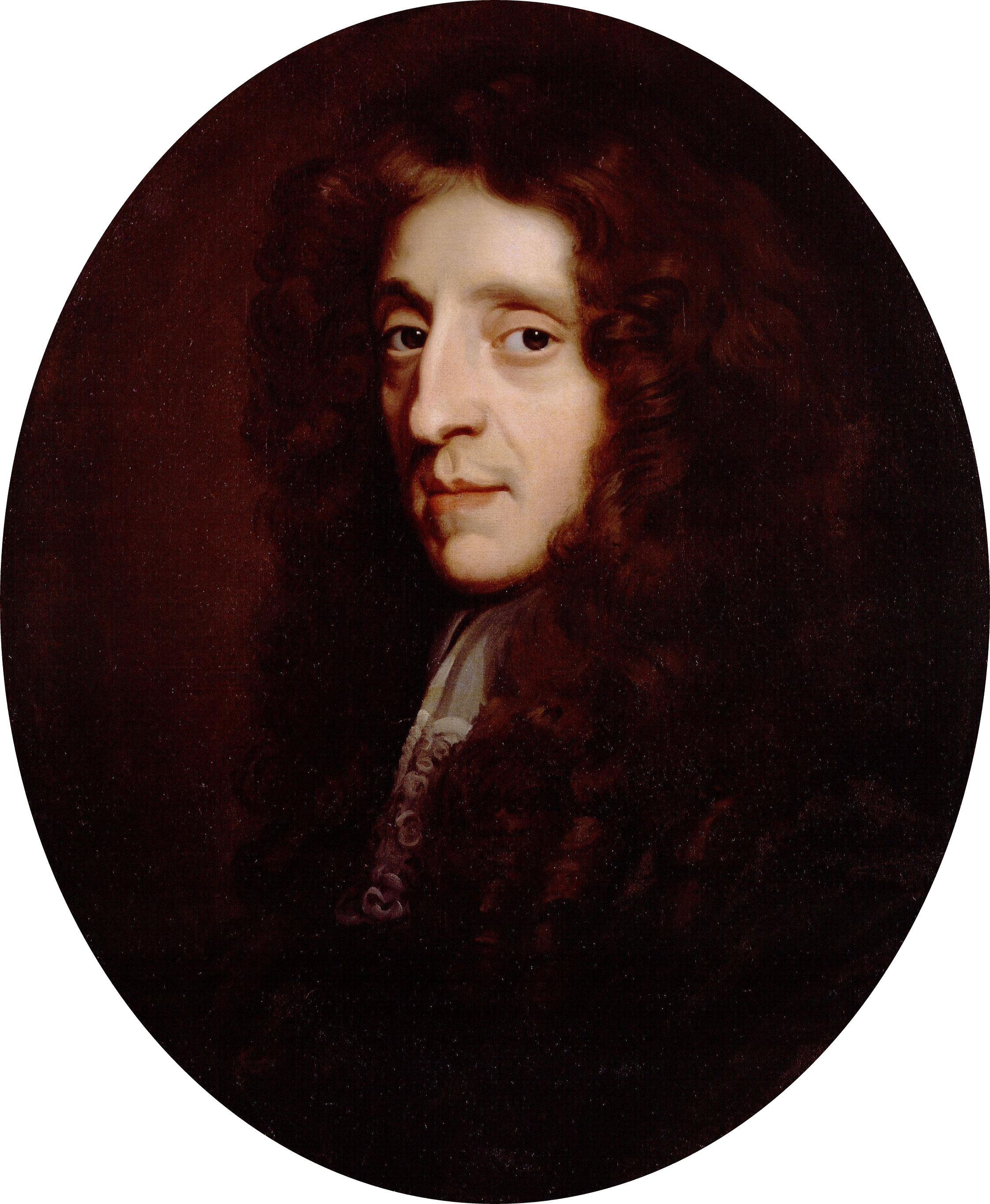
John Locke

I capisaldi del processo conoscitivo, così com'erano stati enunciati da Aristotele, rimasero invariati per tutto il Medioevo, ribaditi e valorizzati in particolare da Tommaso d'Aquino.
Fu agli inizi dell'età moderna che in Inghilterra iniziò a prodursi una corrente filosofica secondo cui, invece, la conoscenza deriva unicamente dall'esperienza sensibile. I principali esponenti di questa corrente, che ebbe come precursori Francesco Bacone e Thomas Hobbes, furono John Locke, George Berkeley e David Hume. I princìpi a cui essi intendevano ricondurre ogni forma di conoscenza umana erano essenzialmente due:
- La verificabilità, secondo cui ha senso conoscere soltanto ciò che è verificabile sperimentalmente; ciò che non è verificabile non esiste o non ha valore oggettivo.
- Il meccanicismo, in base al quale ogni fenomeno (compresa la conoscenza umana) avviene secondo leggi meccaniche di causa-effetto.

Quest'ultimo punto fu fatto proprio soprattutto da Hobbes, e si connette alla convinzione degli empiristi per cui la mente umana è una tabula rasa al momento della nascita, cioè priva di idee innate. Dopo la nascita, le impressioni dei sensi prenderebbero ad agire meccanicamente sulla nostra mente, plasmandola e facendo sorgere in essa dei concetti.

#### Leibniz e Kant

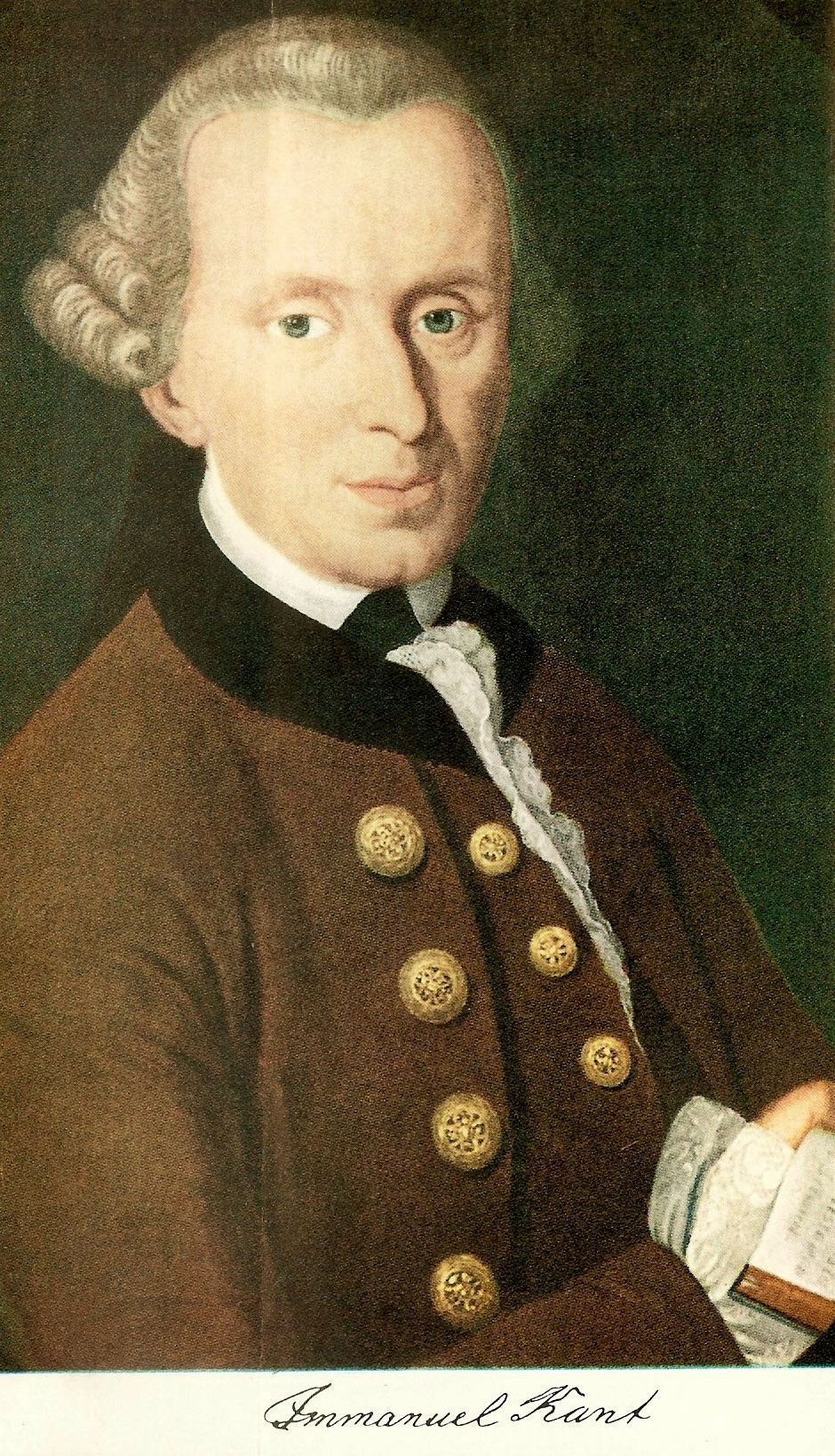
Kant

L'empirismo così espresso venne criticato dapprima da Leibniz, il quale riaffermò che la conoscenza non è un mero processo meccanico: in noi sono già presenti dei concetti latenti, che l'esperienza può risvegliare, ma non creare dal nulla. Leibniz si espresse così a favore dell'innatismo delle idee, ma contestò anche Cartesio, secondo cui esistevano solo quelle idee di cui si ha una conoscenza chiara e oggettiva, deducibili a priori dalla ragione: per Leibniz, invece, esistono anche pensieri di cui non si ha coscienza, e che agiscono a un livello inconscio. Ci sono cioè varie gradazioni della conoscenza, da quella più oscura fino a quella più distinta, che è l'"appercezione" di me o autocoscienza.
In seguito anche Kant criticò l'empirismo, e affermò che la conoscenza è un processo essenzialmente critico, in cui la mente umana svolge un ruolo fortemente attivo. Operando una sorta di rivoluzione copernicana del pensiero, Kant mise in rilievo come le leggi scientifiche con cui conosciamo il mondo siano modellate dalla nostra mente anziché essere ricavate induttivamente dall'esperienza. La vera conoscenza si ha per Kant quando formuliamo i cosiddetti giudizi "sintetici a priori": questi sono da un lato a priori, perché nascono dall'attività delle nostre categorie mentali; dall'altro però tali categorie si attivano solo quando ricevono dati empirici da trattare, ottenuti passivamente dai sensi. In tal modo egli ritenne di poter conciliare empirismo e razionalismo.
Al vertice della conoscenza si trova l'io penso, un'attività suprema che ha la capacità di connettere in maniera critica e consapevole le informazioni provenienti dal mondo esterno. La conoscenza non è dunque una semplice raccolta di nozioni, ma significa "collegare". Ne deriva che la riflessione critica basata sulla propria autocoscienza è per Kant l'unico presupposto di una conoscenza valida.

#### Karl Popper

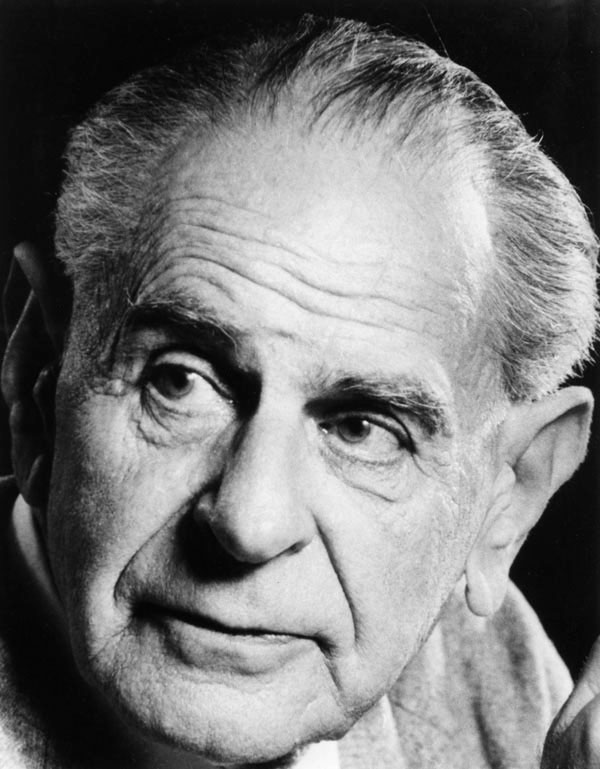
Karl Popper

Karl Popper, ricollegandosi alla tradizione aristotelica e kantiana, sostenne che la conoscenza è un processo esclusivamente deduttivo, comune sia agli uomini che agli animali, e che esso si basa sul metodo dei tentativi e della confutazione. L'apprendimento non deriva dall'osservazione induttiva della realtà, bensì dalla nostra immaginazione creativa, cioè da anticipazioni ingiustificate della realtà stessa (le congetture) che di volta in volta noi mettiamo alla prova. La vera conoscenza deve essere dunque falsificabile, formulata cioè in modo tale che la sua sottomissione ad un esperimento possa eventualmente attestarne la falsità.

### Conoscenza ed esoterismo
Nelle correnti più recenti dell'esoterismo si rileva come nell'epoca attuale, contraddistinta da un approccio individualistico-sperimentale, la conoscenza umana sia maggiormente orientata ad avvalersi del metodo induttivo, mentre nell'età antica e medievale prediligeva quello deduttivo. Questi due procedimenti conoscitivi, contrapposti ma complementari, riproducono la dinamica intercorrente a livello cosmico tra particolare e universale, percezione e concetto, discesa nella materia e risalita allo spirito, come riflesso di una creazione strutturata gerarchicamente in cui vigono relazioni di analogia, cioè rapporti di similitudine o metaforici, tra le sue parti. I filosofi ermetici, in particolare, vedevano nell'analogia lo strumento principe per arrivare a conoscere in chiave unitaria gli aspetti molteplici della natura, essendo questa basata sull'occulta corrispondenza tra macrocosmo e microcosmo, secondo il loro celebre motto «come in alto così in basso».
La tendenza dell'epoca attuale, ribadisce Steiner, è di basarsi quasi esclusivamente sui fatti empirici trascurando la portata oggettiva delle idee, le quali non sono qualcosa di astratto, ma sono costitutive della realtà stessa, modelli spirituali che si sono condensati nei fenomeni sensibili.
(Rudolf Steiner, Teosofia. Un'introduzione alla conoscenza sovrasensibile del mondo e del destino dell'uomo (1918))

## Scetticismo, conoscenza ed emozioni

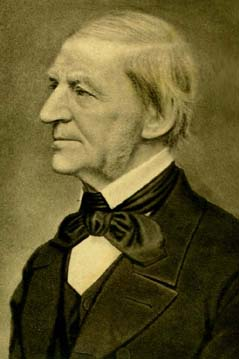
Ralph Waldo Emerson

Quando si risponde di no alla domanda se sia veramente possibile raggiungere la conoscenza, o se sia mai possibile giustificare abbastanza le nostre convinzioni da poterle chiamare "conoscenza", si approda allo scetticismo filosofico, a cui oggi aderiscono alcuni scienziati e filosofi. Lo scetticismo filosofico è la prospettiva che indaga criticamente se la conoscenza degli uomini sia rispondente al vero; i suoi seguaci sostengono che non è possibile ottenere una conoscenza "vera", o quantomeno fondata, poiché la giustificazione non è mai del tutto certa. Questa posizione differisce dallo scetticismo scientifico, che è invece la prospettiva per la quale non sarebbe possibile accettare la veridicità di un'affermazione se non dopo averla controllata sperimentalmente.
Ad ogni modo, la conoscenza è spesso vista anche come una sorta di antidoto all'irrazionalità delle pulsioni ed emozioni umane. Come dice Ralph Waldo Emerson: «La conoscenza è l'antidoto della paura; Conoscenza, Uso e Ragione, coi loro ausili più elevati. Il bambino su una scala, o un graticolato, o in una vasca da bagno, o con un gatto, è in pericolo quanto il soldato davanti al cannone o a un'imboscata. Ciascuno sormonta le paure non appena comprende precisamente il pericolo e impara i mezzi di resistenza. Ciascuno è soggetto al panico, che è, esattamente, il terrore dell'ignoranza arresa all'immaginazione».

## Distinzione traconoscere la cosaeconoscere il come
Facciamo un esempio. Quando una persona, Mimma, dice: «Il modo di nuotare più veloce è lo stile libero: si tratta di agitare le gambe a turno, muovendo al contempo le braccia più o meno in circolo attorno alla spalla», ella dispone di una conoscenza proposizionale del nuoto e del come nuotare in stile libero.
Quando Mimma acquisisce questa conoscenza proposizionale tramite un'enciclopedia, non acquisisce al contempo la capacità di nuotare: ella dispone, certo, di una conoscenza proposizionale, ma non di quella procedurale, ovvero del cosiddetto know-how. In generale, mentre è facile mettere in pratica un certo know-how (basta eseguire le operazioni in questione), non è altrettanto facile dimostrare la validità di una conoscenza meramente proposizionale. In questo caso si tratta di quella forma di conoscenza tacita indagata da Michael Polanyi.
La conoscenza quindi non è solo la capacità di interpretare messaggi sensoriali provenienti dal mondo esterno, saper immaginare, inventare, risolvere problemi ma è anche la capacità di intraprendere una certa azione oppure, a seconda delle esigenze, di non intraprenderla. Nel caso di Mimma, sopra riportato, ella, dopo essere saltata nella piscina, comincerà a nuotare nel modo che le è noto (il che le consentirà di non affogare). Viceversa, saltare in una piscina avendo letto qualcosa sul nuoto, ma senza conoscere realmente il metodo, può essere fatale.

## Differenze tra conoscenza inferenziale e conoscenza fattuale
La conoscenza viene anche distinta in fattuale o inferenziale. La prima si basa sull'osservazione diretta; non è esente da una certa dose di incertezza, a causa dei possibili errori di osservazione e di interpretazione, oltre che dalla possibilità che i sensi possano essere ingannati da una illusione.
La conoscenza inferenziale è invece basata sul ragionamento a partire non da un'esperienza ma da un fatto acquisito, o da un'ulteriore conoscenza inferenziale, quale ad esempio una teoria. Una tale conoscenza può essere o meno verificabile tramite l'osservazione o l'esperimento. Per esempio, tutta la conoscenza relativa all'atomo è di tipo inferenziale. La distinzione tra conoscenza fattuale ed inferenziale è studiata dalla semantica generale.
Attraverso l'esperienza, l'osservazione e l'inferenza, gli individui e le culture ottengono una conoscenza sempre maggiore. Il modo in cui questa conoscenza si diffonde dagli uni agli altri è esaminata dalla "teoria antropologica della diffusione". Questa esplora i fattori che portano gli uomini a divenire consapevoli, esperti, e ad adottare idee e pratiche nuove.
In proposito, alcuni studiosi mettono in rilievo come si abbia conoscenza solo grazie alla memoria, ad esempio Gustav Meyrink.

## Forme di conoscenza
Nella disciplina chiamata "gestione della conoscenza", o knowledge management, si distinguono vari tipi di conoscenza: quella tacita, quella esplicita e quella incorporata.

### Conoscenza esplicita
È quella forma di conoscenza che può in qualche modo essere rappresentata, o meglio, che può essere trasferita da un individuo ad altri tramite un supporto fisico, quale può essere un libro o un filmato, o direttamente, attraverso una conversazione o una lezione. Un documentario, un manuale, un corso, un’enciclopedia, sono tutti contenitori di conoscenza esplicita.

### Conoscenza tacita
È quella forma di conoscenza che ci è più propria, ovvero ciò che sappiamo, anche se a volte non siamo capaci di esplicitarlo. Non tutta la conoscenza tacita è in effetti esplicitabile, e quando lo è, non è detto che lo possa essere completamente. Il «saper fare» qualcosa è conoscenza tacita, così come lo è quella particolare forma di conoscenza al quale diamo il nome di «intuizione», e che altro non è che la capacità di utilizzare in modo inconscio la propria esperienza per risolvere in modo apparentemente magico e inspiegabile problemi anche molto complessi.
La maggior parte della conoscenza di un individuo o di un gruppo di individui è tacita e non può essere esplicitata in toto o in parte. In un sistema di conoscenza, quindi, gli esseri umani non sono semplici utenti, ma parte integrante del sistema.

### Conoscenza incorporata
È quella forma di conoscenza che, pur esplicitata, non lo è in forma immediatamente riutilizzabile, ma richiede a sua volta conoscenza per essere estratta. Ad esempio, un processo nasce dalla formalizzazione di un'esperienza, ma pur essendo consapevoli di quali siano i passi per eseguirlo, si può ignorare il perché debbano essere eseguiti in quella determinata maniera. Solo chi ha una certa esperienza può comprendere perché quel processo è stato definito in quel modo. Un oggetto può avere la conoscenza incorporata nell'ergonomia del design, oppure nella realizzazione delle sue funzionalità.

### L'esempio del libro
Un libro è un contenitore di tutti e tre i tipi di conoscenza: quella esplicita è nel contenuto, in ciò che dice; quella incorporata è nello stile di scrittura, o nel modo in cui il libro è stato realizzato, non solo come testo, ma come oggetto fisico (rilegatura); quella tacita è in tutto ciò che non è stato scritto, ovvero nel lavoro preparatorio che solo l'autore del testo potrebbe cercare di raccontare, nelle scelte fatte e nella capacità stessa di averlo scritto.